# Franz Aepinus
Franz Ulrich Theodor Aepinus (Rostock, 13 december 1724 – Tartu, 10 augustus 1802) was een Duits astronoom, wiskundige, natuurkundige en natuurfilosoof. Hij deed vooral onderzoek naar elektriciteit en magnetisme.

## Biografie
Aepinus' vader was professor in de theologie aan de universiteit van Rostock. Hij was een directe afstammeling van Johannes Aepinus (1499-1553), een vooraanstaand theoloog en controversialist tijdens de Protestantse Reformatie en de eerste die de Griekse vorm αἰπεινός aannam van de achternaam Hugk of Huck.
Aepinus studeerde geneeskunde en wiskunde aan de universiteiten van Jena en Rostock. In 1747 ontving hij zijn doctoraat met een dissertatie over de banen van vallende lichamen. Daarna was hij tot 1755 docent wiskunde in Rostock. Tijdens deze periode heeft hij veel gewerkt met wiskundige problemen. Hij werkte aan vergelijkingen, met name aan algebraïsche vergelijkingen, het oplossen van partiële differentiaalvergelijkingen en aan de negatieve getallen. Hij kreeg zoveel aanzien dat hij werd toegelaten tot de Pruisische Academie van Wetenschappen.
In 1755 was hij korte tijd directeur van het Astronomisches Rechen-Institut en van de Berlijnse Sterrenwacht. In Berlijn maakte hij ook kennis met Leonhard Euler. In de twee jaar dat hij in Berlijn verbleef woonde hij zelfs in Eulers huis. In 1757 vestigde hij zich in Sint-Petersburg als lid van de Russische Academie van Wetenschappen en professor in de natuurkunde. Hij bleef daar tot aan zijn pensionering in 1798. Het resterende deel van zijn leven bracht hij door in Dorpat, het huidige Tartu, in Estland, waar hij in 1802 overleed.
Aepinus ligt begraven op de Raadi-begraafplaats in Tartu.

## Werk
Aepinus stond bij tsarina Catharina II van Rusland in hoog aanzien en wel zo dat ze ook de opvoeding van haar zoon Paul aan hem toevertrouwde. Vergeefs probeerde hij, gebruikmakend van het vertrouwen van de tsarina om in het Russisch rijk een systeem van reguliere scholen op te richten.
Aepinus deed met name theoretisch en experimenteel onderzoek op het gebied van elektriciteit en magnetisme. Zijn werk Tentamen Theoriae Electricitatis et Magnetismi was de eerste systematische en succesvolle poging om deze onderwerpen wiskundig te beredeneren. Hij verbeterde de microscoop en toonde in 1764 van het effect van parallax in de transit van een planeet langs de zonneschijf aan.

## Werken
- Tentamen Theoriae Electricitatis et Magnetismi (1759)
- De distributions caloris per tetturem (1761)